# Parwizdżon Umarbajew
Parwizdżon Umarbajew, tadż. Парвизҷон Умарбаев (ur. 1 listopada 1994 w Chodżencie) – tadżycki piłkarz, grający na pozycji pomocnika w bułgarskim klubie Łokomotiw Płowdiw.

## Kariera piłkarska

### Kariera klubowa
Swoje pierwsze piłkarskie kroki stawiał w młodzieżowej drużynie Rubinu Kazań. Następnie podpisał kontrakt z pierwszą drużyną, po czym został wypożyczony do Nieftiechimika Niżniekamsk, gdzie rozegrał 19 spotkań w Pierwyj diwizion. Po powrocie nie rozegrał żadnego oficjalnego meczu w barwach Rubinu, więc 7 sierpnia 2014 przeniósł się do Chimika Dzierżyńsk. Pół roku później zdecydował się na powrót do ojczyzny, podpisując kontrakt z Istiklol Duszanbe. 1 lipca 2016 został piłkarzem bułgarskiego Łokomotiwu Płowdiw. W sezonie 2018/19 zdobył z nim Puchar Bułgarii.

### Kariera reprezentacyjna
Jego przygoda z reprezentacją rozpoczęła się od występów w młodzieżowych kadrach Rosji do lat 18 i 19. W 2015 otrzymał powołanie do reprezentacji Tadżykistanu do lat 23. W tym samym roku zadebiutował też w dorosłej drużynie Tadżykistanu. Aktualnie rozegrał w narodowej reprezentacji 18 meczów, w których strzelił cztery gole.

## Sukcesy piłkarskie

### Łokomotiw Płowdiw
- zdobywca Pucharu Bułgarii: 2018/19